# ギャビー・カサドシュ
ギャビー・カサドシュ（Gaby Casadesus, 1901年8月9日 – 1999年11月12日）は、フランスのピアニスト。マルセイユ出身で旧姓ロテ（l'Hôte）。有名なピアニストのロベール・カサドシュと結婚し、息子ジャンを儲ける。ジャンもまた両親を継いで著名なピアニストになった。

## 経歴
パリ音楽院でルイ・ディエメとマルグリット・ロンに師事し、16歳のときピアノで首席となる。この頃にドビュッシーに出会い、自分の作品を講評してもらった。ドビュッシーの愛娘シューシューとも親しくなったが、間もなく彼女はジフテリアに斃れてしまう。その後、当時のフランスでは最も名誉のあった賞、パージュ賞（Prix Pagès）を授与された。
1921年にロベール・カサドシュと結婚し、2人でカサドシュ・デュオを結成し、4手ピアノ作品を数多く録音した。
その後はソリストとしても著名になり、モシュコフスキーやフォーレ、フローラン・シュミット、ラヴェルらと親交を結び、その指導のもとに作品の解釈を行なった。レパートリーには、バロック音楽の作曲家や、メンデルスゾーンの作品が含まれていた（ギャビー・カサドシュはメンデルスゾーンのピアノ曲の擁護者でもあった）。
教師としては、アメリカ合衆国やフォンテーヌブロー・アメリカ音楽院、サン＝ジャン＝ド＝リュズのモーリス・ラヴェル・アカデミー、ザルツブルク・モーツァルテウムで教鞭を執った。グラント・ヨハネセンやオデット・ヴァラブレーグ＝ヴュールビュルジェール（Odette Valabrègue Wurtzburger）とともにクリーヴランドに、ロベール・カサドシュ国際ピアノコンクールを創立した。